# Эпидемия (фильм, 1995)
«Эпиде́мия» (англ. Outbreak) — американский драматический художественный фильм-катастрофа 1995 года режиссёра Вольфганга Петерсена, основанный на книге Ричарда Престона «Горячая зона».

## Сюжет
В 1967 году в джунглях Заира появляется вирус Мотаба, вызывающий геморрагическую лихорадку. Чтобы предотвратить его распространение, американские военные офицеры Билли Форд и Дональд МакКлинток уничтожают военный лагерь наёмников с инфицированными солдатами.
В 1995 году Мотаба вновь проявляет себя в Заире, подчистую уничтожая население деревни. Полковник Сэм Дэниелс вместе со своей командой по вирусологии, ознакомившись с вирусом, возвращается в США. Дэниелс просит у генерала Билли Форда разрешение изучить вирус, неспособный к распространению воздушно-капельным путём, но против которого не действуют известные лекарства.
Белолобый капуцин Бетси, являющаяся первичным носителем Мотабы, контрабандным путём попадает в США. Животное выкрадывает сотрудник центра изучения животных Джеймс «Джимбо» Скотт, который решает продать Бетси на чёрном рынке в калифорнийском городе Седар Крик. Однако владельцу зоомагазина Руди Альварезу нужен мальчик, к тому же обезьянка кусает его, из-за чего он велит Скотту забрать её. Скотт увозит обезьянку и по дороге выпускает её в лесу, не обратив внимания на то, что слюна зверушки попала ему на лицо. Через некоторое время Скотт вылетает самолётом в Бостон; во время полёта у него появляются симптомы инфекции. В аэропорту его встречает любимая девушка Алисия; она обнимает и целует парня и в результате заражается от него. В госпитализированном состоянии они попадают к доктору Центра по контролю заболеваний Робби Кеот, бывшей жене Дэниелса. Пара умирает, но доктор устанавливает отсутствие заболевания в Бостоне.
Специалисты в госпитале Седар Крик изучают кровь заболевшего Руди, в ходе работы ампула с кровью разбивается, поранив одного из лаборантов. К этому моменту штамм вируса мутировал, начав распространяться воздушно-капельным путём. Узнав о вспышке заболевания, Дэниелс отправляется туда со своей командой, вопреки запретам Форда.
Во время поиска животного-носителя военные блокируют город и объявляют военное положение. Вирусом заражаются сослуживец Дэниелса Шулер и Кеот. Форд предоставляет экспериментальную сыворотку, которая не срабатывает из-за произошедших с вирусом мутаций. Форд рассказывает подчинённому, что утаил информацию о существовании Мотабы из-за её потенциала в качестве биологического оружия.
Сэм узнаёт об одобренном президентом плане военных разбомбить Седар Крик, с её помощью генерал МакКлинток хочет скрыть информацию о вирусе. Чтобы Дэниелс не нашёл лекарство, военный приказывает арестовать его за перенос вируса. Вирусологу удаётся сбежать, и на вертолёте он прибывает на корабль, перевозивший Бетси. Фотографию животного он передаёт в СМИ, новые хозяева обезьянки звонят в ЦКПЗ. Узнав о поимке Бетси, Форд отменяет бомбардировку.
Возвращаясь в Седар Крик, Дэниелс и Солт попадают под огонь вертолёта МакКлинтока, от которого их спасает имитация крушения. В городе Солт вводит обезьянке антидоты из сыворотки Форда, с помощью вакцины им удаётся спасти Кеот. Вернувшийся на базу МакКлинток приказывает начать бомбардировку.
Дэниелс с Солтом на вертолёте подлетают к бомбардировщику и с помощью Форда уговаривают сбросить снаряд в воду, пощадив горожан. До нового приказа МакКлинтока Форд отстраняет его от командования и арестовывает за сокрытие информации от президента.

## В ролях
- Дастин Хоффман — полковник Сэм Дэниелс, доктор медицины
- Морган Фримен — бригадный генерал Уильям «Билли» Форд, доктор медицины
- Рене Руссо — Роберта «Робби» Кеот,  бывшая жена Дэниэлса, доктор медицины,
- Кевин Спейси — подполковник Кейси Шулер, доктор медицины
- Кьюба Гудинг мл. — майор Солт, доктор медицины
- Дональд Сазерленд — генерал-майор Дональд МакКлинток
- Патрик Демпси — Джимбо Скотт
- Бенито Мартинес — доктор Хулио Руис
- Брюс Джарчоу — доктор Маскелли
- Джей Ти Уолш — глава аппарата Белого дома
- Белолобый капуцин Марсель — первый носитель Бетси[2]

## Производство
Локации «Седар Крик» снимались два месяца в городке Ферндейл (штат Калифорния) с историческими зданиями и населением 1300 человек. Также съёмки проходили на испытательном полигоне Дагвей (Dugway Proving Ground) в штате Юта и острове Кауаи.

## Релиз

### Кассовые сборы
«Эпидемия» в первую неделю проката заняла первое место в американском бокс-офисе с 13 420 387 долларами, сохраняя лидерство три недели — вплоть до выхода фильма «Увалень Томми». Всего картина собрала 67 659 560 долларов в местном прокате и 122 200 000 в международном, став коммерчески успешной.

### Реакция критиков
Фильм вызвал смешанную реакцию кинообозревателей. Согласно агрегатору рецензий Rotten Tomatoes, 59 % из 44 критиков дали «Эпидемии» позитивный обзор, средний рейтинг равнялся 5,6 балла из 10 возможных. The Washington Post и Chicago Sun-Times отметили фильм хвалебными рецензиями. The New York Times напечатала более критичный отзыв.

### Награды
- Лучшая мужская роль второго плана: Кевин Спейси — Лучшая мужская роль второго плана (Победа)[12]
- Премия техасского общества кинокритиков: Кевин Спейси — Лучшая мужская роль второго плана (Победа) — также учтены роли актёра в фильмах «Семь» и «Обычные подозреваемые»[13][14].